# Envoy
Envoy – program opracowany w pierwszej połowie lat 90. przez firmę Tumbleweed Software, służący do generowania publikacji elektronicznych. Działał jak wirtualna drukarka, podobnie jak konkurencyjne do niego sterowniki PDF i „Replica”.
„Envoy” został spopularyzowany przede wszystkim przez edytor „WordPerfect” dla Windows, razem z którym był przez pewien czas dostarczany. Był to uniwersalny sterownik, ale szczególnie efektywnie działał w „WordPerfekcie”, którego dokumenty można było przetwarzać z zachowaniem wszystkich zakodowanych w dokumencie spisów, skorowidzów, wykazów, zakładek, odsyłaczy itd., dzięki czemu można było utworzyć publikację opatrzoną precyzyjnym systemem nawigacyjnym. Produkcja programu „Envoy” została wstrzymana, a firma Corel Corporation – która została właścicielem „WordPerfecta” – przyjęła za standard format PDF i dostarcza swój pakiet biurowy razem z własną wersją sterownika PDF.